# La Clownesse fantôme
La Clownesse fantôme va ser un curtmetratge mut de 1902 dirigit per Georges Méliès. Va ser estrenat per la Star Film Company de Méliès.

## Supervivència
La pel·lícula es va suposar pel·lícula perduda fins a la dècada de 1990, quan es va identificar entre una col·lecció de primeres pel·lícules mudes redescobertes a Sulphur Springs (Texas), el 1993. Aquest fragment supervivent, aproximadament la meitat de la durada de la pel·lícula completa, estrenada al Festival de Cinema Mut de Pordenone el 1997.